# Listă de zei după zona geografică
Această listă de zeități țintește către a oferi informații despre zeități din diferite religii, culturi și mitologii ale lumii. Ea este aranjată alfabetic.
Există și o listă a zeităților după tip. Vezi articolele zeitate a morții, zeitate a gospodăriei, zeitate lunară și zeitate solară.
Vezi și Listă de zeități fictive, Listă de persoane considerate zeități
Dintre articolele corelate amintim: Deva, Demizeu, Divinitate, Dumnezeu, Zeu (zeitate masculină), Zeiță, Mitologie, Religie, Scriptură.

## Abenaki
- Azeban - trișor
- Bmola - spirit pasăre
- Gluskab - protector binevoitor al umanității
- Malsumis - zeu crud, rău, frate geamăn cu Gluskab
- Tabaldak - creatorul

## Africană
- Jeebo
- Jengu
- Mami Wata
- Waaq

## Anglo-saxonă
- Wóden
- Fríge
- Tiw
- Þunor
- Ingui Fréa
- Eostre
- Seaxnéat
- Wéland
- Beowulf (un erou)
- Elfi
- Giganți
- Piticii

## Akamba
- Asa

## Akan
- Brekyirihunuade
- Kwaku Ananse

## Ashanti
- Anansi
- Asase Ya
- Bia
- Nyame

## Aborigenaustralian
- Altjira
- Baiame
- Bamapana
- Banaitja
- Bobbi-bobbi
- Bunjil
- Daramulum
- Dilga
- Djanggawul
- Eingana
- Galeru
- Gnowee
- Kidili
- Kunapipi
- Julunggul
- Mangar-kunjer-kunja
- Numakulla
- Pundjel
- Ulanji
- Walo
- Wawalag
- Wuriupranili
- Yurlungur---

## Ayyavazhi
- Sivan
- Nathan
- Thirumal
- Arumukan
- Raicu-Zeul ghinionului, numit si 5 of 7 un zeu intalnit din antichitate pana in zilele noastre

## Aztec
(vezi lista mult mai lungă în Mitologie aztecă)
- Chalchiuhtlicue - zeița lacurilor și curentelor
- Cinteotl - zeul porumbului
- Coyolxauhqui - zeița lunii
- Ehecatl - zeul vântului
- Huehueteotl - zeu antic al sănătății, focul vieții
- Huitzilopochtli - zeu al soarelui, focului și războiului
- Ilamatecuhtli- zeiță a pământului, morții și căii lactee
- Itztlacoliuhqui-Ixquimilli - zeul pietrei tari
- Mayahuel - zeița plantei secolului
- Mictlantecuhtli - zeul morții
- Ometeotl - zeu/zeița raiului
- Quetzalcoatl - zeu al suflului vieții
- Tepeyollotl - zeul cutremurelor
- Tezcatlipoca - zeul neînțelegerii
- Tlahuizcalpantecuhtli - zeul apusului
- Tlaloc - zeul ploii și fulgerului
- Toci - zeița pământului
- Tonacatecuhtli - zeul hranei
- Xipe Totec - zeul primăverii
- Xochipilli - zeul florilor
- Xochiquetzal - zeița dragostei

## Bahá'í
Credința Bahá'í este o religie monoteistă ce susține că variate figuri din alte religii proeminente - de exemplu, Moise (Iudaism), Iisus (Creștinism), Muhammad (Islam), Zoroaster (Zoroastrianism) și Krishna (Hinduism) erau cu toții mesageri ai unui singur Dumnezeu.

## Bushongo
- Bomazi
- Bumba

## Cananeană
- El
- Baal - zeul vremii și al fertilități
- Dagon
- Asera sau Asherah
- Astarte sau Ashtaroth - zeiță a procreației și fecundități
- Anath

## Celtică
Vezi listele mai complete la mitologie celtică și politeism celtic.
- Belenus
- Bran
- Brigid
- Ceridwen
- Cernunnos
- Dagda
- Danu
- Epona
- Glanis
- Gwydion
- Lug
- Lyr
- Manannan
- Morrigan
- Nemain
- Nuada
- Ogma

## Chineză
- Chang'e
- Chi You
- Regii dragoni
- Opt Nemuritori
- Erlang Shen
- Patru Regi Sfinți
- Fei Lian
- Fu Hsi
- Zeu al Nordului
- Gong Gong
- Marele Yu
- Guanyin
- Guan Di
- Guan Gong
- Guan Yu
- Hotei
- Huang Di
- Împăratul Jadului
- Kua Fu
- Kuan Yin
- Lei Gong
- Long Mu
- Cei Trei Puri
- Matsu
- Meng Po
- Nezha
- Nüwa
- Pangu
- Qi Yu
- Shang Ti
- Shennong
- Shing Wong
- Sun Wukong
- Wong Tai Sin
- Xi Wangmu
- Yan Luo
- Yuk Wong
- Yi the Archer
- Zao Jun

## Chippewa
- Nanabozho
- Sint Holo
- Wemicus

## Creștinism
- Dumnezeu, (Sfântul) Dumnezeu,  (Sfânta și nedivizata) Trinitate, cel Trei-în-unul

- Dumnezeu Tatăl, Prima persoană a Sfintei Treimi
- Dumnezeu Fiul, A doua persoană a Sfintei Treimi, Iisus Hristos, Mântuitorul, singurul Fiu al lui Dumnezeu, Fiu al Tatălui, (Sfântului) Logos/cuvânt, Dumnezeu
- Dumnezeul Sfântul Duh/Spirit, A treia persoană a Sfintei Treimi

## Creek
- Hisagita-imisi
- Zeus

## Dacică
Vezi și Listă de zei geto-daci.
- Zalmoxis - Zeu al soarelui
- Gebeleizis - Zeu al pământului
- Bendis  - Zeița pădurii
- Pleistoros - Zeul războiului
- Rada - Zeul iubirii
- Ispir - Zeul puterii
- Palty - Zeul frumuseții

## Dinka
- Abuk
- Denka
- Juok
- Nyalitch

## Efik
- Abassi
- Atai

## Egipteană
zeitățile egiptene sunt adesea portretizate în artă având capuri de animale; de exemplu, Anubis este adesea portretizat statuar având corp uman, însă cap de câine. Mulți zei au fost portretizați cu diferite capuri de animal, depinzând de situație. Egipții nu credeau că majoritatea zeilor lor aveau capuri de animale; însă, i-au portretizat astfel datorită simbolismului artistic. Aceasta ar fi adus beneficii analfabeților.
- Amon, zeitatea creatoare
- Anubis, zeul îmbălsămării, prietenul morților, originar zeul morților
- Aten, întruparea razelor Soarelui într-un scurt interludiu monoteist
- Apophis, șarpele Lumii Inferioare, inamicul lui Ra
- Atum, o zeitate creatoare și Soarele ce apune
- Bastet, zeița pisicilor
- Bes, zeul-demon al protecției, nașterii și distracției
- Cei Patru fii ai lui Horus
- Geb, zeul pământului
- Hapi, zeul Nilului și fertilității
- Hathor, zeița dragostei și muzicii
- Heget zeița nașterii
- Horus zeul cu cap de vultur
- Imhotep zeul înțelepciunii, medicinei și magiei
- Isis, zeița magiei, sora lui Nephthys
- Khepri, scarabeul, întruparea asfințitului
- Khnum, o zeitate creatoare
- Maahes, zeul războiului
- Maat, Concept al Adevărului, Balanței și Ordinii, uneori descris precum o zeiță
- Menhit, zeița războiului
- Mont, zeul războiului
- Naunet, apele primale
- Neith, zeița războiului, apoi marea zeiță mamă
- Nephthys, mama lui Anubis
- Nut, zeița raiului și a cerului
- Osiris, zeul Lumii Inferioare, fertilității și agriculturii, posibil frate al lui Anubis
- Ptah, o zeitate creatoare
- Ra, Soarele, posibil tatăl lui Anubis
- Sekhmet, zeița războiului și bătăliilor
- Sobek, zeul crocodil
- Seth, zeul furtunilor, posibil fratele lui Anubis, devenit mai târziu zeul răului
- Taweret, zeița copiilor însărcinați și protectoarea lor la naștere
- Tefnut, zeița ordinii, justiției, timpului, Cerului și Iadului și a Apei
- Thot, zeul Lunii, desenatului, scrisului, geometriei, înțelepciunii, medicinei, muzicii, astronomiei și magiei
- Wepwawet, zeul cimitirelor și al războiului din Lykopolis, tatăl sau este Anubis

Vezi http://touregypt.net/godsofegypt/ pentru informațiile oferite de Ministerul Egiptean de Turism despre zeitățile egiptene

## Estoniană
- Peko, zeul fertilității, grânelor și brasajului
- Pikne (cel lung), zeul fulgerului
- Tharapita, zeul războiului
- Vanemuine (cel antic), zeul muzicii (posibil tradiție falsă)

## Etruscă
- Alpan
- Aplu
- Laran
- Menrva
- Nethuns
- Tinia
- Turan
- Uni
- Voltumna

## Finlandeză
Există puține documente scrise despre vechile regilii finlandeze; de lângă asta numele zeităților și practicile de venerare s-au schimbat din loc în loc. Urmează un rezumat al celor mai importante și larg venerate zeități.
- Ukko, zeul Raiului și fulgerului
- Rauni, soția lui Ukko, zeița fertilității
- Tapio, zeul pădurilor și animalelor sălbatice
- Mielikki, soția lui Tapio
- Pekko (sau Peko), zeul sau zeița (genul este obscur) câmpurilor și agriculturii
- Ahti, (sau Ahto) zeul curenților marini, lacurilor și mărilor
- Otso, fiu al unui zeu, regele pădurii a cărui formă carnală este ursul
- Tuoni, zeul Lumii Inferioare
- Tuonetar, soția lui Tuoni
- Loviatar, una dintre fiicele lui Tuoni; zeița durerii
- Perkele, un zeu al lituanienilor, adus în mitologie drept "diavolul"
- Jumala, un idol fizic, mai târziu numele zeului creștin

## GreacăAntică
- Afrodita - zeița frumuseții, una dintre cei doisprezece olimpieni
- Apollo - zeul poeziei, muzicii, Soarelui, un olimpian
- Ares - zeul războiului, un olimpian
- Artemis - zeița vânătorii, mai târziu zeița Lunii, o olimpiană
- Atena - zeița înțelepciunii, războiului defensiv, o olimpiană
- Cronos - zeul timpului, tatăl primilor șase olimpieni, un titan
- Demeter - zeița recoltelor, naturii, adesea considerat olimpiană
- Dionis - zeul vinului, ia locul lui Hestia ca olimpian
- Eris - zeița discordiei
- Eros - zeul iubirii, fiu al Afroditei
- Eol - zeul vântului
- Eos - zeița apusului
- Gaia - zeița primordială a pământului, mama titanilor
- Hades - zeul Lumii Inferioare, adesea considerat olimpian
- Hebe - soția lui Heracle, zeița tinereții
- Hecate - zeița vrăjitoriei, răscrucii
- Helios - zeul care conduce Soarele
- Hephaistos - zeul fierarilor, un olimpian
- Hera - zeița șefă, zeița mariajului, o olimpiană
- Hermes - mesager al zeilor, un olimpian
- Hestia - zeița căminelor, cedează scaunul din Olimp lui Dionisus
- Pan - zeul păstorilor
- Persefona - fiica lui Demeter, regina morților, zeița primăverii
- Poseidon - zeul mărilor, un olimpian
- Rhea - mama primilor șase olimpieni, un titan
- Selena - zeița care conduce Luna
- Uranus - zeul primordial al cerului, părintele titanilor
- Zeus - regele zeilor

Vezi și: Demizei, Driade, Moirae (Ursitoarele), Furii, Grații, Orele (Dike, Eirene, Eunomia), Muzele (Calliope, Clio, Erato, Euterpe, Melpomene, Polimnia, Terpsihora, Thalia, Urania), Nimfele, Pleiadele, Titanii.

## Gnostică
- Sophia
- Hristos
- Yaldabaoth, Yao, Saklas, Samael, Demiurgul
- Aeonii
- Archonii

## Guarani
- Abaangui
- Jurupari
- Tupa

## Haida
- Gyhldeptis
- Lagua
- Nankil'slas
- Sin
- Ta'axet
- Tia

## Hinduism
- Brahman, primul și unicul Dumnezeu suprem (lipsit de formă). Universul în energie statică potențială
- Adi - Shakti, aspectul feminin a Divinității Supreme în formă kinetică dinamică
- Cele Trei Maha Shaktis (Super Puteri) ale Universului Super Zeițele Hinduismului
  - MahaSaraswati (Marea Saraswati) - Forța Universală a Creației
  - MahaLakshmi (Marea Lakshmi) - Forța Universală a Conservării
  - MahaKali (Marea Kali) -  Forța Universală a Dizolvării
- Saguna Brahman, sau Dumnezeu cu însușiri, simbolizat precum Ishvarii (cunoscut în colectiv ca Trimurti):
  - Brahmâ, creatorul
  - Vishnu, susținătorul
    - Avatarurile (Incarnațiile) lui Vinshnu
      - Matsya Avatar - Încarnarea peștelui
      - Kurma Avatrar - Încarnarea broaștei țestoase
      - Varah Avatar - Încarnarea vierului
      - Vaman Avatar - Încarnarea piticului
      - Narashima Avatar - Încarnarea omului-leu
      - Rama Avatar - Încarnarea ca Regele Epic în Ramayana
      - Krishna Avatar - Încarnarea ca Prințul Epic în Maha Bharata
      - Budha Avatar - Încarnarea în Gautam Buddha - fondatorul budismului
      - Kalki Avatar - Avatarul ce are să vină odată cu Apocalipsis/Cavalerul Apocalipsului

  - Shiva, distrugătorul
- Adityaii
  - Indra - zeul vremii și războiului
  - Mitra - zeul onestității, prieteniei și înțelegerilor
  - Ravi, Surya - zeii Soarelui
  - Varuna - zeul oceanelor și râurilor
  - Yama - zeul morții

Unii dintre cei mai importanți Deva:
- Agni - zeul focului
- Asura - zeul răsăritului
- Aswini - zeul asfințitului
- Dyaus-pitar - ('Rai-părinte') asemănător zeului Jupiter din mitologia romană
- Ganesh - zeul înțelepciunii, inteligenței, educației și prudenței
- Hanuman
- Kali, fioroasa zeiță a întunericului
- Krishna - al optulea avatar al lui Vishnu
- Lakshmi - zeița fortunei, norocului, frumuseții și fertilității
- Parjanya
- Parvati sau Parvathi, soția lui Shiva
- Prithivi mata - zeița Pământului
- Purusha - omul-cosmic
- Rudras - zeitățile furtunei
- Saraswati - zeița inteligenței, conștiinței și cunoașterii cosmice
- Soma -  zeitatea lunară
- Ushas
- Vasus
- Vayu - zeul vântului
- Visvedevas
  - Iswara - cel ce oferă prosperitate
  - Hari - cel ce distruge păcate (obstacole în calea către Moksha—liberarea din ciclurile naștere-moarte-naștere)
  - Narayan - destinația finală către care călătoresc toate sufletele individuale

## Hittiți
- Telipinu
- Illuyanka
- Kamrushepa

## Ho-Chunk
- Kokopelli

## Hopi
- Aholi
- Angwusnasomtaka
- Kokopelli
- Koyangwuti
- Muyingwa
- Taiowa
- Toho

Vezi și kachina

## Huron
- Iosheka
- Airesekui
- Heng

## Ibo
- Aha Njoku
- Ala
- Chuku

## Incașă
- Inti/Punchau
- Kon
- Mama Cocha
- Mama Quilla
- Manco Capac
- Pacha Camac
- Viracocha
- Zaramama

## Inuită
- Igaluk
- Nanook
- Nerrivik
- Pinga
- Sedna
- Torngasoak

## Iroquois
- Adekagagwaa
- Gaol
- Gendenwitha
- Gohone
- Hahgwehdaetgan
- Hahgwehdiyu
- Onatha

## Islamică
- Allah

## Isoko
- Cghene

## Iudaică
- Adonai/Elohim/Elyon/Shaddai/Shalom/YHWH
- Shekinah (Prezența lui Dumnezeu; nu este o zeitate independentă, ci uneori tratat ca și cum ar avea înclinații mistice)

## Khoikhoi
- Gamab
- Heitsi-eibib
- Tsui'goab

## Japoneză
- Aji-Suki-Taka-Hiko-Ne - zeul fulgerului
- Amaterasu - zeița soarelui
- Amatsu Mikaboshi - zeul răului
- Ama-no-Uzume - zeița fertilității
- Chimata-No-Kami - zeul răscrucii, drumurilor și cărărilor
- Ho-Masubi - zeul focului
- Inari (mythology) - zeul orezului
- Izanagi - zeul creator
- Izanami - zeița creatoare
- Kagu-tsuchi - zeul focului
- Kura-Okami - zeul ploii
- Nai-No-Kami - zeul cutremurelor
- O-Kuni-Nushi - zeul vrăjitoriei și medicinei
- O-Wata-Tsu-Mi - zeul mărilor
- Sengen-Sama - zeița Muntelui Fujiyama
- Șapte Zei ai Fortunei
  - Benzai-ten sau Benten - zeița averii, persecuției elocvente și științei
  - Bishamon-ten - zeul fericirii și războiului
  - Daikoku-ten
  - Fukurokuju
  - Hotei-osho
  - Jurojin
  - Yebisu sau Ebisu
- Shina-Tsu-Hiko - zeul vântului
- Shina-To-Be - zeița vântului
- Sojobo - regele tengu
- Susanoo - zeul furtunilor și tunetului, șerpilor și agriculturii
- Taka-Okami - zeul ploii
- Take-Mikazuchi - zeul tunetului
- Tatari aki - zeul răzbunării
- Tengu - zeitate trișoare minoră
- Tsuku-Yomi - zeul lunii
- Uke-Mochi - zeița hranei
- Wakahiru-Me - zeița Soarelui apus

vezi și Kami

## Mitologie vestică modernă
În plus față de zeii listați în alte locuri, există mai multe ființe mitologice despre care se vorbește în actuala cultură vestică.
- Grim Reaper - Un antropomorfism comun al Morții
- Eris, zeitate adoptată de Discordie
- Părintele Timp
- Monstrul Zburător de Spaghete
- Dumnezeul-Iisus - robot pentru ghicit viitorul, zeitate în engriș
- Gremlini - ființe mitice care distrug avioane și cauzează alte pagube mecanice
- Hotei - Un Buddha Râzând
- Unicornul Roz Invizibil - Din ateism, o zeitate fictivă despre care se spune că este otrava teiștilor de pretutindeni.
- J. R. "Bob" Dobbs din Biserica SubGeniului
- Domnișoara Luck - Invocată de pariori
- Mama Natură
- Santa Claus - În majoritatea părților din lume, original Nicholas din Myra, însă în Marea Britanie original Omul Verde, devenit ulterior Părintele Crăciun.
- Zâna MăseluțăTooth Fairy
- Iepurașul de Paște

## !Xũ
- Prishiboro
- Mantis

## Kwakiutl
- Kewkwaxa'we

## Lakota
- Canopus
- Haokah
- Whope
- Wi

## Lotuko
- Ajok

## Letonă
- Allowat Sakima
- Auseklis
- Dekla
- Dievs
- Karta
- Kishelemukong
- Mara
- Perkons
- Saule

## Lituaniană
- Medeina (zeița pădurii)
- Mēnuo / Mēness (Luna)
- Saulė (Soarele)

## Lugbara
- Adroa
- Adroanzi

## Lusitană
Zeii lusitani (sau Portughezii Antici) au fost legați mai târziu de invadatorii celți și romani. Poporul lusitan a adoptat culturile celte și romanice, influențându-și-le pe-ale lor cu ale celorlalți. Mulți zei lusitani au fost adoptați de către romani.
- Atégina
- Ares Lusitani
- Bandonga
- Bormanico
- Cariocecus
- Duberdicus
- Endovelicus
- Mars Cariocecus
- Nabia
- Nantosvelta
- Runesocesius
- Sucellus
- Tongoenabiagus
- Trebaruna
- Turiacus

## Maiașă
- Ahaw Kin - Zeul Soare
- Chac - Zeul Ploaie
- Yum Kaax - Zeul Grâului
- Kukulcan - Zeul Șarpe cu Pene
- Xbalanque - Zeul Jaguarului
- Hunah Ku - Zeul Creator
- Xi Balba - Zeul Morții
- Ix Chel - Zeița Lunii
- Itzamna - Zeul Creator Reptilă
- Bolon tza cab - Zeul Conducător asupra tuturor
- Balac - Zeul Războiului
- Bacabi - Zeii celor patru direcții
- Balam - Zeul Protector

## Mesopotamiană
- Anshar - părintele cerurilor
- Anu - zeul celui mai înalt cer
- Apsu - conducătorul zeilor și oceanelor din lumea inferioară
- Ashur - zeul național al asirienilor
- Damkina - zeița mamă a pământului
- Ea - zeul înțelepciunii
- Enlil - zeul vremii și furtunilor
- Enurta - zeul războiului
- Hadad - zeul vremii
- Ishtar - zeița dragostei (Gingira în akkadiană)
- Kingu - soțul lui Tiamat
- Kishar - părintele pământului
- Marduk - zeul național al babilonienilor
- Mummu - zeul aburilor
- Nabu - zeul artelor transcrierii
- Nintu - mama tuturor zeilor
- Shamash - zeul Soarelui și justiției (Shapash în ugaritică, Shamsa în sumeriană)
- Sin - zeul Lunii
- Tiamat - zeița dragon

## Mitologie Navajo
- Ahsonnutli
- Bikeh Hozho
- Estanatelhi
- Glispa
- Hasteoltoi
- Hastshehogan
- Tonenili
- Tsohanoai
- Yolkai Estasan

## Nordică
- Aegir
- Baldur
- Bragi
- Freyr
- Freya (sau Freyja)
- Frigg
- Heimdall (sau Heimdallr)
- Hel
- Hod (sau Hǫðr)
- Idunna
- Loki
- Njord (sau Njǫrðr)
- Odin (sau Óðinn)
- Sif
- Thor (sau Þórr)
- Tyr (sau Týr)
- Vali (sau Váli)

## Pawnee
- Pah
- Shakuru
- Tirawa

## avestana
- Zarathustra

## Polinesiană
- Atea
- Ina
- Kane Milohai
- Maui
- Papa
- Pele
- Rangi
- Rongo
- Lono

Vezi și: Menehune

## PrusșiBaltic
- Bangputtis
- Melletele
- Occupirn
- Perkunatete
- Perkunos
- Pikullos
- Potrimpos
- Swaigstigr

## Pigmeică
- Arebati
- Khonvoum
- Tore

## Romană
- Apollo - zeul luminii, poeziei și muzicii
- Bacchus - zeul vinului (gr. Bacchus sau Dionisus)
- Ceres - zeița recoltei (gr. Demeter)
- Cupidon - zeul dragostei (gr. Eros)
- Diana - zeița vânătorii (gr. Artemis)
- Ianus - zeul cu două capete al începuturilor și sfârșiturilor
- Iuno - zeița mamă, a mariajului (gr. Hera)
- Jupiter - zeul zeilor, al cerului (gr. Zeus)
- Maia - "zeița bună", primăvară
- Marica - nimfă
- Marte - zeul războiului (gr. Ares, dar caracterizat mai pozitiv)
- Mercur - mesangerul zeilor (gr. Hermes)
- Minerva - zeița înțelepciunii, civilizației (gr. Atena)
- Neptune - zeul apelor (gr. Poseidon)
- Pluto - zeul Lumii Inferioare (gr. Hades)
- Plutus - zeul bogăției
- Proserpina - regina Lumii Inferioare (gr. Persefona)
- Saturn - părintele lui Jupiter (gr. Cronos)
- Uranus - părintele lui Saturn
- Venus - zeița frumuseții (gr. Afrodita)
- Vesta - zeița căminelor (gr. Hestia)
- Vulcan - zeul forjării (gr. Hefaistos)

## Salish
- Amotken

## Sardinian
Dietățile sardiniene, despre care se face referire în mare în epoca poporului nuragici, derivă parțial din cele feniciene.
- Janas, zeița morții
- Maymon, zeul lui Hades
- Panas, zeița reproducerii (femei moarte la nașterea pruncilor)
- Thanit, zeița pământului și fertilității

## Păgâni semiți
- Adonis
- Anat
- Asherah
- Astarte
- Baʿal/Hadad
- Dagon
- El
- Moloh
- Mot
- Yaw
- Adad
- Amurru
- An/Anu
- Anshar | Asshur
- Abzu/Apsu
- Enki/Ea
- Enlil
- Ereshkigal
- Inanna/Ishtar
- Kingu | Kishar
- Lahmu și Lahamu
- Marduk
- Mummu
- Nabu
- Nammu
- Nanna/Sin
- Nergal
- Ninhursag/Damkina
- Ninlil
- Tiamat
- Utu/Shamash
- Beelzebub

Vezi și: Iudaism și Islam și mitologia levantină

## Seneca
- Eagentci
- Hagones
- Hawenniyo
- Kaakwha

## Sikhism
- Waheguru

## Slavică
- Belobog
- Berstuk
- Cislobog
- Crnobog
- Dajbog
- Dziewona
- Flins
- Hors
- Jarilo
- Juthrbog
- Karewit
- Koleda
- Lada și Lado
- Marowit
- Perun
- Podaga
- Porewit
- Radegast
- Rugiwit
- Simargl
- Sieba
- Siebog
- Stribog
- Svarog
- Svetovid
- Triglav
- Veles
- Zirnitra

## Sumeriană
- An
- Enki
- Enlil
- Inanna
- Nammu
- Nanna
- Ninhursag
- Ninlil
- Sin
- Utu
- Dandu

Vezi și: Annuna.

## Tracă
- Zibelthiurdos

## Tumbuka
- Chiuta

## Ugarită
- El, părintele tuturor zeilor
- Haddu, intitulat comun Ba‘l, zeu al ploii și furtunei
- Dagon, zeul pământului
- Athirat, zeița mamă
- ‘Anat, zeița războiului
- ‘Athtart, zeița fertilității
- Yaw, zeul apelor
- Mot, zeul morții

Notă: Ugariții ne oferă primele și cele mai complete imagini ale religiei canaanite și ale religiei semite nord-vestice.

## Yoruba
- Aja
- Aje
- Egungun-oya
- Eshu
- Oba
- Obatala
- Odùduwà
- Oloddumare
- Olokun
- Olorun
- Orunmila
- Oshun
- Oshunmare
- Oya
- Shakpana
- Shango
- Yansan
- Yemaja

## Zoroastrian
Precum Creștinismul, Zoroastrianismul este o religie dezvăluită cu un singur Dumnezeu într-o formă asemănătoare unei treimi prezidând deasupra unei ierarhii cerești de arhangheli (Amesha Spenta) și îngeri.
- Ahura Mazda (Dumnezeul Înțelept), capul Treimii și hepdatul emanațiilor sau aspectelor minții dumnezeiești

- Mithra, lumină, "Judecătorul Sufletelor", fiul, Mântuitorul, nașterea fiindu-i sărbătorită în timpul Yule, numit Yalda.
- Atar/Agni, foc, Spenta Mainyu, "Spiritul Bun" (analog Sfântului Duh)

- (Angra Mainyu, Spiritul Rău - nu este zeu, ci un arhanghel căzut)

## Zulu
- Mamlambo
- Mbaba Mwana Waresa
- uKqili
- Umvelinqangi
- Unkulunkulu

## Zuni
- Achiyalatopa
- Apoyan Tachi
- Awitelin Tsta
- Awonawilona
- Kokopelli